# GeForce
GeForce — це бренд графічних процесорів (англ. graphics processing unit, GPU), розроблених компанією Nvidia. Першими продуктами GeForce були дискретні графічні процесори, розроблені для додаткових графічних плат, призначених для маргінального, на той час, ринку відеоігор. Пізніше, із розвитком індустрії відбулася і диверсифікація лінійки продукції Nvidia, що охопила всі рівні графічного ринку ПК, починаючи від низькопровільних інтегрованих в материнські плати графічних процесорів, до звичайних повнопрофільних дискретних відеокарт. Нещодавно технології GeForce було введено в лінійку процесорів Nvidia із вже вбудованим програмним забезпеченням, призначених для портативних консолей та мобільних телефонів.
На сьогоднішній день, графічні процесори GeForce і Radeon від Nvidia і AMD відповідно, є єдиними конкурентами на ринку дискретних графічних процесорів високого класу. Графічні процесори GeForce домінують на ринку GPU загального призначення (GPGPU) завдяки своїй фірмовій апаратній архітектурі CUDA. Очікується, що GPGPU розширить функціональність графічного процесора за межі традиційної растеризації 3D-графіки, перетворюючи його на високопродуктивний обчислювальний пристрій, здатний до виконання довільного програмного коду так само, як це робить центральний процесор, але з іншими перевагами (високошвидкісні паралельні обчислення) і недоліками (гірша продуктивність для складних команд переходу).

## Походження назви
Назва «GeForce» виникла після конкурсу, проведеного Nvidia на початку 1999 року під назвою «Name That Chip». Компанія закликала громадськість придумати ім'я наступнику лінійки графічних плат RIVA TNT2. Було отримано понад 12 тисяч заявок і 7 переможців отримали як винагороду відеокарту RIVA TNT2 Ultra. Браян Берк, старший PR-менеджер Nvidia, розповів виданню  Maximum PC у 2002 році, що «GeForce» спочатку означало «Geometry Force», оскільки GeForce 256 був першим графічним процесором для персональних комп'ютерів, який обчислював геометрію трансформації освітлення, вивантажуючи цю функцію з ЦП.

## Покоління графічних процесорів
| 1999 | GeForce 256              |
| 2000 | GeForce 2                |
| 2001 | GeForce 3                |
| 2002 | GeForce 4                |
| 2003 | GeForce FX               |
| 2004 | GeForce 6                |
| 2005 | GeForce 7                |
| 2006 | GeForce 8                |
| 2007 |                          |
| 2008 | GeForce 9 GeForce 200    |
| 2009 | GeForce 100 GeForce 300  |
| 2010 | GeForce 400 GeForce 500  |
| 2011 |                          |
| 2012 | GeForce 600              |
| 2013 | GeForce 700              |
| 2014 | GeForce 800M GeForce 900 |
| 2015 |                          |
| 2016 | GeForce 10               |
| 2017 |                          |
| 2018 | GeForce 20               |
| 2019 | GeForce 16               |
| 2020 | GeForce 30               |
| 2021 |                          |
| 2022 | GeForce 40               |

### GeForce 256
Наприкінці 1999 року Nvidia випустили те, що вони самі назвали «першим у світі графічним процесором» у формі GeForce 256. Це був розумний маркетинговий хід від Nvidia та початок довгого шляху відеокарт лінійки GeForce. Вони покращили свої попередні карти RIVA за рахунок збільшення конвеєрів пікселів, що забезпечило великий стрибок продуктивності у відеоіграх. Що ще важливіше, GeForce 256 також повністю підтримувала Direct3D 7, що означало, що з її допомогою можливо було запускати майже всі найвимогливіші ігри для ПК, доступні на той час. Незабаром після цього 3dfx Interactive збанкрутували, залишивши ATI єдиним конкурентом Nvidia.

### GeForce 2
GeForce 2 GTS (NV15) було випущено у квітні 2000 року, його архітектура була дуже подібна до свого попередника GeForce 256, але все ж несла в собі деякі покращення. Основною відмінністю цього покоління було удвічі збільшене прискорення текстурування та можливість підтримки кількох моніторів одночасно. Першими моделями, які з'явилися після оригінальної GeForce2 GTS, були GeForce2 Ultra та GeForce2 MX, випущені 7 вересня 2000 року. Якщо GeForce2 MX (NV11) була найдешевшим варіантом у лінійці і пропонувала продуктивність, подібну до минулого покоління, але з полімоніторною підтримкою, — то модель Ultra (NV16) була архітектурно ідентичною до оригіналу, проте мала вищу тактову частоту ядра та пам'яті. У деяких випадках модель Ultra фактично перевершувала перші продукти GeForce 3. GeForce2 Pro, представлена незабаром після Ultra, була дешевшою альтернативою дорогому топовому Ultra і швидша за GTS. На своїй веб-сторінці продуктів 2001 року Nvidia взагалі розмістили Ultra як окрему від решти лінійки GeForce 2 пропозицію. Графічні процесори GeForce 2 були доступні з пам'яттю як у 16, так і 32 МВ.

### GeForce 3
GeForce 3 (NV20) було випущено у лютому 2001 року, це покоління графічних карт представило перші графічні процесори Nvidia, сумісні з DirectX 8. До лінійки GeForce 3 входили три моделі — GeForce3, GeForce3 Ti 200 та GeForce3 Ti 500. Це покоління удосконалило архітектуру GeForce, додавши програмовані фрагментарні та вершинні шейдери, мультісемплінгове згладжування та покращену загальну ефективність процесу візуалізації. Також Nvidia закріпилася на ринку домашніх консолей як ключовий компонент оригінальної Xbox від Microsoft у 2001 році. У Xbox використовувалося апаратне забезпечення, майже ідентичне тому, що можна було знайти в сучасних ПК того часу, а графічний процесор, розроблений Nvidia, мав назву NV2A, і по суті був адаптацією GeForce3. Nvidia також створили звукове обладнання Xbox, відоме як MCPX.

### GeForce 4
Четверте покоління було представлене у лютому 2002 року. Існує два різних сімейства GeForce 4: високопродуктивне сімейство GeForce4 Ti (NV25) та бюджетне сімейство GeForce4 MX (NV17). Сімейство MX породило майже ідентичне сімейство GeForce4 Go (NV17M) для ринку ноутбуків. Між собою сімейства відрізнялися тактовою частотою ядра та пам'яті. Наприкінці 2002 року була зроблена спроба створити четверте сімейство, також для ринку ноутбуків, єдиним членом якого стала GeForce4 4200 Go (NV28M), яка була похідним від лінійки GeForce4 Ti.

### GeForce FX
GeForce FX (NV30), випущено у 2003 році. П'яте покоління характеризувалося величезною зміною в архітектурі порівняно зі своїми попередниками. У цій серії Nvidia додали підтримку моделей шейдерів Shader Model 2.0 та підтримку DirectX 9.0 від Microsoft. Покоління GeForce FX також оснащувалось пам'яттю типів DDR, DDR2, GDDR-2 чи GDDR-3. Однак початкові моделі, такі як GeForce FX 5800 Ultra, були відомі своїми проблемами з надмірним тепловиділенням, тож це покоління стало першим графічним процесором, оснащеним великим кулером. Настільки великим, що його часто називали «пилососом» через гучність вентилятора. Продукти цієї серії мають номер моделі 5000, оскільки це п'яте покоління GeForce, хоча Nvidia позиціонували ці карти як GeForce FX замість GeForce 5, щоб продемонструвати «світанок кінематографічного рендерингу».

### GeForce 6
Випущене у квітні 2004 року шосте покоління GeForce 6 (NV40) стало початком просування Nvidia технології SLI, що дозволяє людям комбінувати більше однієї відеокарти для більших ігрових потужностей. Флагманом цього покоління стала GeForce 6800 Ultra, графічна карта, яка мала 222 мільйони транзисторів, 16 піксельних процесорів та шість вершинних шейдерів. Nvidia забезпечили підтримку Shader Model 3.0 і сумісність як з Microsoft DirectX 9.0c, так і з OpenGL 2.0. У цій серії також використовувалася технологія Nvidia PureVideo та була можливість декодувати відео H.264, VC-1, WMV і MPEG-2 із меншим використанням ЦП. В результаті всього цього серія GeForce 6 набула широкого визнання.

### GeForce 7
Сьоме покоління GeForce (G70/NV47) було випущено в червні 2005 року і було останньою серією відеокарт Nvidia, яка могла підтримувати шину AGP. Технічно дизайн представляв із себе удосконалену версію GeForce 6, головними вдосконаленнями якої стали збільшення тактової частоти та шини до 512 біт. GeForce 7 також пропонувала нові режими згладжування суперсемплінгу та мультисемплінгу прозорості (TSAA і TMAA). Пізніше ці нові режими згладжування також були включені у серію GeForce 6. GeForce 7950GT має найвищу продуктивність GPU з інтерфейсом AGP у лінійці Nvidia. Ця ера поклала початок переходу на PCI-Express інтерфейс.
128-бітна, 8 ROP модифікація 7800 GTX, яка називається RSX «Reality Synthesizer», використовується як основний графічний процесор у Sony PlayStation 3.

### GeForce 8
Випущений 8 листопада 2006 року GeForce восьмого покоління (G80) був першим в історії графічним процесором, який повністю підтримував Direct3D 10. В цих відеокартах було застосовано уніфіковану шейдерну архітектуру, що похитнула традиційне уявлення про спеціалізований графічний конвеєр. Нові уніфіковані процесори могли виконувати як геометричні, так і піксельні, й вершинні, і навіть фізичні розрахунки. Шейдерний домен графічного процесора також отримав окрему частоту, вищу, аніж має ядро загалом. Спочатку була представлена лише модель 8800GTX, тоді як варіант GTS був випущений через кілька місяців після запуску лінійки. Зменшення матриці до 65 нм і переосмислення дизайну G80 під кодовою назвою G92 були реалізовані в картах 8800GS, 8800GT і 8800GTS-512, вперше випущеними 29 жовтня 2007 року, майже через рік після оригінальної G80.

### GeForce 9 і GeForce 100
Перший продукт цієї лінійки був випущений 21 лютого 2008 року. Всього на чотири місяці старші за моделі G92, уся лінійка 9-ї серії є просто модернізаціями існуючих продуктів останньої 8-ї серії. Ці карти продовжували використовувати архітектуру Tesla, але також додали підтримку PCIe 2.0, покращили корекцію кольору та z-копресію. Тепер Nvidia почали приділяти більше уваги підвищенню продуктивності з тактовою частотою до 675 МГц, але не забули і про зменшення споживання енергії.
До випуску не було відомо ніякої конкретної інформації, за винятком стверджень деяких офіційних осіб про випуск продуктів наступного покоління з обчислювальною потужністю близько 1 TFLOPS, також повідомлялося про зниження уваги Nvidia до Direct3D 10.1. У березні 2009 року кілька джерел повідомили, що Nvidia тихо випустили нову серію продуктів GeForce, а саме серію GeForce 100, основою якої стала модифікована 9 серія. Продукти серії GeForce 100 були продукцією преміум класу і недоступні для покупки рядовими користувачами.

### GeForce 200 і GeForce 300
Засновані на графічному процесорі GT200, що містив 1,4 мільярда транзисторів, GeForce 200 під кодовою назвою Tesla була випущена 16 червня 2008 року. Наступне покоління серії GeForce змінює схему іменування продукції у новому напрямку, замінюючи номер серії (наприклад, 8800 для відеокарт 8-ї серії) на суфікс GTX або GTS (який раніше йшов у кінці назв відеокарт, позначаючи їх «ранг» серед інших подібних моделей), а потім додає номери моделей, наприклад 260 і 280. Серія побудована на новому ядрі GT200 на 65-нм кристалі. Першими продуктами були GeForce GTX 260 і її дорожчий варіант GeForce GTX 280. GeForce 310 була випущена 27 листопада 2009 року і є по суті ребрендингом GeForce 210. Відеокарти GeForce 300 — це сумісні з DirectX 10.1 графічні процесори 200-ї серії, як і у випадку з GeForce 100, були продукцією преміум класу і недоступні для покупки рядовими користувачами.

### GeForce 400 і GeForce 500
7 квітня 2010 року Nvidia випустила GeForce GTX 470 і GTX 480, перші відеокарти на основі нової архітектури Fermi під кодовою назвою GF100. Це були перші графічні процесори Nvidia, які використовували 1 ГБ або більше пам'яті GDDR5. GTX 470 і GTX 480 піддалися серйозній критиці через високе енергоспоживання, високі температури та дуже гучний шум, ці вади не можливо було збалансувати пропонованою продуктивністю, хоча GTX 480 і була найшвидшою картою з підтримкою  DirectX 11 на момент її появи.
У листопаді 2010 року Nvidia випустила новий флагманський графічний процесор на основі вдосконаленої архітектури GF100 (GF110) під назвою GTX 580. Він відрізнявся вищою продуктивністю, меншим енергоспоживанням, нагріванням і шумом, ніж попередній GTX 480. Цей графічний процесор отримав набагато кращі відгуки, ніж GTX 480. Пізніше Nvidia також випустила GTX 590 — ця відеокарта містила одразу два GPU GF110.

### GeForce 600, GeForce 700 і GeForce 800M
У вересні 2010 року Nvidia оголосила, що наступником мікроархітектури Fermi стане мікроархітектура Kepler. Раніше Nvidia уклала контракт на поставку своїх топових ядер GK110 для використання в суперкомп'ютері «Titan» Національної лабораторії Оук-Ридж, що призвело до дефіциту ядер GK110. Після того, як на початку 2012 року AMD випустила власне щорічне оновлення серії Radeon HD 7000, у березні 2012 року Nvidia почала випуск серії GeForce 600. Ядро GK104, спочатку призначене для середнього сегмента лінійки, стало флагманом GTX 680. Серія запровадила значні покращення в продуктивності, нагріванні та енергоефективності порівняно з архітектурою Fermi та майже відповідала флагманській відеокарті AMD Radeon HD 7970. За нею швидко послідували GTX 690 з подвійним процесором GK104 і GTX 670, яка мала лише невеликі скорочення GK104 ядра і була дуже близькою за продуктивністю до GTX 680.
З GTX Titan Nvidia також випустила GPU Boost 2.0, що дозволяла необмежено збільшувати тактову частоту графічного процесора, доки не буде досягнуто встановленого користувачем температурного ліміту без перевищення заданої користувачем максимальної швидкості кулера. Останнім випуском серії GeForce 600 стала GTX 650 Ti BOOST на основі ядра GK106 у відповідь на випуск Radeon HD 7790 від AMD. Наприкінці травня 2013 року Nvidia анонсувала серію GeForce 700, в основі якої все ще була архітектура Kepler, однак на вершині лінійки цієї серії вже йшли продукти на базі GK110. Відеокарта GTX 780 по своїй суті була трохи урізаним Titan, яка досягала майже такої ж продуктивності за дві третини ціни. Вона мала той самий вдосконалений еталонний дизайн кулера, але не мала розігнаних ядер та була оснащена 3 ГБ пам'яті.
У той же час Nvidia анонсувала ShadowPlay, програму для захоплення екрана, яка використовує інтегрований кодер H.264, вбудований в архітектуру Kepler, про що Nvidia раніше не повідомляла. Його можна було використовувати для запису геймплею з незначним зниженням продуктивності. Програма була доступна навіть на картах серії GeForce 600 попереднього покоління. Проте бета-версія програмного забезпечення для ShadowPlay зазнала численних затримок і не була випущена до кінця жовтня 2013 року. Через тиждень після випуску відеокарти GTX 780 Nvidia оголосила, що GTX 770 буде ребрендингом GTX 680. За цим послідували GTX 760, яка також базувалася на ядрі GK104 і була подібна до GTX 660 Ti. Більше карт серії  GeForce 700 у 2013 році випускати не планувалося, хоча Nvidia анонсувала G-Sync — ще одну функцію архітектури Kepler, яку до того Nvidia залишала без згадки. Це програмне забезпечення дозволяло графічному процесору динамічно контролювати частоту оновлення G-Sync-сумісних моніторів і планувалося до випуску у 2014 році. У жовтні AMD випустили відеокарту R9 290X, яка коштувала на 100 доларів менше, ніж GTX 780. У відповідь Nvidia знизила ціну на GTX 780 на 150 доларів і випустила GTX 780 Ti, яка мала GK110 ядро, що було навіть потужніше, ніж GTX Titan, а також удосконалення системи живлення, таким чином випередивши новий продукт AMD.
Серія GeForce 800M складається з оновлених частин серії 700M на основі архітектури Kepler і деяких частин нижчого класу на основі новішої архітектури Maxwell.

### GeForce 900
У 2014 році Nvidia, здавалося, пропустила покоління і перейшла відразу до серії GeForce 900. Це був вступ до нової мікроархітектури Maxwell, яка замінила Kepler і пропонувала покращені графічні можливості, а також кращу енергоефективність. Початковим флагманом цієї серії була GeForce GTX 980, а потім 980 Ti та GeForce GTX TITAN X, як видання для екстремальних геймерів. Для цієї серії також був вдосконалений NVENC і з'явилася підтримка Direct3D 12.1, OpenGL 4.6, OpenCL 3.0 і Vulkan 1.3. Це була остання серія GeForce, яка підтримувала вихід аналогового відео через DVI-I.

### GeForce 10
У 2014 році Nvidia представила серію GeForce 10 на основі мікроархітектури Pascal. GTX 1080 Ti є, мабуть, найвідомішим графічним процесором із цієї серії та закріпився в історії як одна з найвизначніших відеокарт, випущених Nvidia. Ця графічна карта домінувала на ринку та пропонувала настільки чудову продуктивність і енергоефективність у порівнянні з ціною, що її часто згадували, порівнюючи з майбутніми графічними процесорами.
10 покоління також включало нові функції, такі як GPU Boost 3.0, система динамічного балансування навантаження, потрійна буферизація та підтримка DisplayPort 1.4 і HDMI 2.0b.

### GeForce 20 і GeForce 16
У серпні 2018 року на конференції Siggraph Nvidia анонсувала наступника архітектури Pascal, нову мікроархітектуру Turing. Це технологія, спрямована на прискорення ШІ та підтримку трасування променів у реальному часі. Серія GeForce 20 була випущена в 2018 році і примітно, що ці відеокарти були першим поколінням карт RTX, де Nvidia почала просувати трасування променів як головну відмінність своєї продукції. Використання Tensor Cores та інших удосконалень допомогло цим картам зробити величезний стрибок у графічній майстерності. Результатом є реалістичне освітлення та переконливі ефекти відображення в іграх.
Нові графічні процесори були представлені як Quadro RTX 8000, Quadro RTX 6000 і Quadro RTX 5000. Високоякісна відеокарта Quadro RTX 8000 містить 4608 CUDA ядер і 576 Tensor ядер з 48 ГБ відеопам'яті. Пізніше під час прес-конференції Gamescom генеральний директор Nvidia Дженсен Хуанг представив нову серію GeForce RTX — RTX 2080 Ti, 2080 і 2070, які використовуватимуть архітектуру Turing. Nvidia анонсувала RTX 2060 6 січня 2019 року на CES 2019. 2 липня 2019 року Nvidia анонсувала лінійку карт GeForce RTX Super — оновлення GeForce 20, що включало поліпшені версії RTX 2060, 2070 і 2080 з вищими характеристиками.
У лютому 2019 року Nvidia анонсувала серію GeForce 16, яка базується на тій самій архітектурі Turing, що використовується в серії GeForce 20, але вимикає Tensor Cores (ШІ) і RT, щоб забезпечити більш доступні графічні карти для геймерів, водночас досягаючи вищої продуктивності порівняно з відповідними картами попереднього покоління. Подібно до оновлення RTX Super, Nvidia 29 жовтня 2019 року анонсувала карти GTX 1650 Super і 1660 Super, які замінили свої аналоги без суфіксу Super.

### GeForce 30
1 вересня 2020 року Nvidia офіційно оголосила, що наступником серії GeForce 20 стане GeForce 30, побудована на мікроархітектурі Ampere. 17 вересня 2020 року випустили RTX 3080 , RTX 3090 24 вересня і  RTX 3070 29 жовтня. Останнім випуском лінійки стала анонсована у березні 2022 року відеокарта RTX 3090 Ti, яка стала флагманом цієї серії. У порівнянні з RTX 2080 Ti, 3090 Ti має на 6400 CUDA ядер більше і крім усіх поліпшень упакованих в нову відеокарту, вона стала першим графічним процесором Nvidia, який потребував 850 ват для стабільної роботи. Через глобальну кризу напівпровідників, реакція на серію GeForce 30 була як мінімум неоднозначною, бо високий попит і низька пропозиція означали різке підвищення цін на відеокарти як від компанії Nvidia, так і серії Radeon RX 6000 від AMD.

### GeForce 40
20 вересня 2022 року Nvidia анонсувала свої відеокарти серії GeForce 40. Ці відеокарти вийшли у такому порядку: RTX 4090 — 12 жовтня 2022 року, RTX 4080 — 16 листопада 2022 року, RTX 4070 Ti — 3 січня 2023 року, RTX 4070 — 13 квітня 2023 року, RTX 4060 Ti — 24 травня 2023 року, а RTX 4060 — 29 червня 2023 року. Вони були створені на архітектурі Ada Lovelace, а їхніми актуальними ідентифікаторами є «AD102», «AD103», «AD104», «AD106» та «AD107». Виробництво здійснюється за технологічним процесом TSMC N4, який був спеціально розроблений для Nvidia. На момент випуску RTX 4090 була найпотужнішою відеокартою на масовому ринку. Вона містила приблизно 16 384 CUDA-ядер, мала тактову частоту в межах 2,2—2,5 ГГц, 24 ГБ пам'яті GDDR6X, 384-бітну шину пам'яті, 128 ядер трасування променів 3-го покоління, 512 тензорних ядер 4-го покоління, підтримку технології DLSS 3.0 та енергоспоживання на рівні 450 Вт. З жовтня по грудень 2024 року випуск моделей RTX 4090, 4080, 4070 та їхніх похідних був офіційно припинений, завершивши дворічний цикл виробництва, щоб звільнити виробничі потужності для нової серії RTX 50.
Окремо для ринку Китаю була випущена спеціальна версія RTX 4090 під назвою RTX 4090D (Dragon). Вона оснащена урізаним чипом AD102, що містить 14 592 CUDA-ядра замість 16 384 у стандартній версії RTX 4090. Основною причиною цього стали обмеження, запроваджені Міністерством торгівлі США у 2023 році щодо експорту відеокарти Nvidia RTX 4090 до певних країн. Ці заходи були спрямовані переважно на Китай у спробі уповільнити розвиток його ШІ-технологій.
Серія RTX 40 ознаменувалася поверненням Nvidia до випуску відеокарт із позначкою «Super», яка востаннє використовувалася в серії RTX 20. Крім того, це стало першою лінійкою Nvidia, що поєднала в собі як бренд «Super», так і «Ti». Запуск нових моделей розпочався з виходу RTX 4070 Super 17 січня 2024 року, за яким послідував реліз RTX 4070 Ti Super 24 січня 2024 року, а завершив серію випуск RTX 4080 Super 31 січня 2024 року.

### GeForce 50
Серія GeForce RTX 50, заснована на мікроархітектурі Blackwell, була офіційно анонсована на виставці CES 2025, а її продажі стартували у січні. Генеральний директор Nvidia, Дженсен Хуанг, представив ціни на моделі RTX 5070, RTX 5070 Ti, RTX 5080 та RTX 5090.